# 아부바카르 셰카우
아부바카르 셰카우(1973년 3월 24일 ~ 2021년 5월 20일, 영어: Abubakar Shekau, 아랍어: دار التوحيد)는 나이지리아의 이슬람 근본주의 무장단체 보코 하람의 지도자이다. 초대 수괴 모하메드 유수프가 2009년 사망하자 그 후계자가 되었다. 이 아부바카르 셰카우는 극우주의적 와하비즘은 이슬람 극단주의 테러조직과 긴밀한 연관을 맺고 있고 이
슬람 원리주의에 기반을 둔 폭력과 테러로 세계안보를 위협하고 있다